# Комуністична партія Азербайджану
Комуністична партія Азербайджану (азерб. Azərbaycan Kommunist Partiyası) — назва кількох політичних партій в Азербайджані, створених на початку 1990-х колишніми працівниками середньої ланки азербайджанської республіканської організації КПРС.

## Основні відомості
Всі вони являють собою реформістські організації з поміркованими політичними цілями.
- Комуністична партія Азербайджану, створена наприкінці 1993 Рамізом Ахмедовим. Його партія пройшла реєстрацію в Міністерстві юстиції та стала членом Союзу Комуністичних партій — СКП-КПРС.
- У 1995 році після тривалої внутрішньопартійної боротьби КПА Раміза Ахмедова розпалась на дві партії з однаковою назвою — Комуністична партія Азербайджану. Іншу очолив керівник гянджинської парторганізації Фірудін Гасанов. Група Гасанова діяла до 2002 року, а пізніше сама розпалась на дрібні групи.

КПА Раміза Ахмедова брала участь у парламентських виборах 2000 року й домоглась двох депутатських місць.
У 2007 році після смерті Р.Ахмедова його організація знову розкололась на дві частини. Першу з держреєстрацією очолив Р. Шахсуваров (його самого пізніше замінив Алескер Мамедов ), а іншу – колишній депутат парламенту й колишній перший заступник Р. Ахмедова Рауф Гурбанов.
- Комуністична єдина партія Азербайджану, створена наприкінці 1993 Саядом Саядовим, з самого початку вступила у відкриту ворожнечу з організацією Раміза Ахмедова.
- За деякий час Комуністична єдина партія (КЕПА) Саяда Саядова також розкололась на дві партії з однаковою назвою. Іншу очолив керівник бакинського міськкому партії Муса Туканов.

Комуністичні партії, особливо враховуючи конфлікти між ними, не відіграють значної ролі на політичній арені, де функції основної опозиції виконують численні національно-демократичні та ліберальні партії.
Інші компартії або не йдуть на вибори, або ж не набирають необхідної кількості голосів для участі у виборчій кампанії.
У 2001 році компартія Раміза Ахмедова, Комуністична єдина партія Азербайджану Муси Туканова і Соціал-демократична партія Азербайджану об’єднались у блоці «Соціалістичний Азербайджан». Цей блок, однак, так і не зміг досягти масової підтримки і згодом розпався.